# Henri Prost
Henri Prost (Parigi, 25 febbraio 1874 – Parigi, 16 luglio 1959) è stato un architetto e urbanista francese.
È ricordato in modo particolare per la sua opera in Marocco e per il progetto di numerose vie ed edifici tra il 1914 e il 1922, in città come Casablanca, Fès, Marrakech, Meknès e Rabat.
Fu il cofondatore nel 1911 della Société française des urbanistes ("società francese di progettisti") con gli architetti Alfred Agache, M. Auburtin, A. Bérard, E. Hénard (architecte de la ville de Paris), L. Jaussely, A. Parenty, l'ingegnere J. Forestier e l'architetto paesaggista E. Redont.
Diventò membro della Société centrale des architectes ("società centrale degli architetti") nel 1930. Fu eletto membro della Académie des beaux-arts nel 1933. Fu direttore della École Spéciale d'Architecture dal 1929 al 1959.